# Lijst van spelers van Xerxes
Dit is een lijst van voetballers die minimaal één officiële wedstrijd hebben gespeeld in het eerste elftal van de Nederlandse voormalig betaaldvoetbalclub Xerxes of Xerxes/DHC '66.

## B
- Eddy Blok
- Andries de Boer
- Wilco de Boer
- Wim de Boer
- Louis van Bommel
- Van der Broek
- Aad de Bruin

## C
- Rinus Cammeraat
- Carlos Coutinho

## D
- Ben Damen
- Andries van Dijk
- Hans Dorjee

## E
- Jan Engelman

## F
- Ab Fafié

## G
- Wim van der Gaag
- Peet Geel
- Herman Groeneveld

## H
- Willem van Hanegem
- Frans van der Heide
- Beb van der Heijden
- Nol Heijerman
- Henk Hendriks
- Jan Hendriks
- Kees Hendriks
- Ad Hommerson

## J
- Rob Jacobs
- Chiel Jansen
- Aleksandar Jončić
- Cornelius Johnson
- Kees de Jong

## K
- Leo Kagchelland
- Jacob Kanters
- Ab Kentie
- Jan Kleingeld
- Wim Klein
- Wim Kleinjan
- Ron Klomp
- Dick van der Knaap
- Joop Koers
- Wim Kok
- Piet Kriesch
- Reinier Kreijermaat
- Chris Kronshorst
- Thijs Kwakkernaat

## L
- John Lebbink
- Freek van der Lee
- John van Leeuwen
- Co Lissenberg

## M
- Peter van der Meer
- Jan Middeldorp
- Arie Molenbeek
- Coen Moulijn
- C. Muyser

## N
- Wim Nieuwveld

## O
- Van den Oever

## P
- Ton Pansier
- Jan van der Peppel
- Fred Petterson
- Wim Pijpe
- Koen Poulus

## R
- Lazar Radović
- Albert Ravenstein
- Reijnen
- Wim Reijers
- Coen Rijshouwer
- Hans Rijshouwer
- John de Rot

## S
- Hans Sigmond
- Harry Smits
- Martin Snoeck
- John Spinhoven
- Joop Stuivenberg

## T
- Wim Tetteroo
- Ben Terlaak
- Piet Teuling
- Theo van Toledo
- Eddy Treijtel

## V
- Ad Verhoeven
- Freek Vermeer
- Jan Villerius
- Pim Visser
- Joop Vlemminks
- Dick Vollebregt

## W
- Faas Wilkes
- Piet Willems
- Gerrie te Winkel
- Joop Winterswijk
- Riny van Woerden
- Wim Wolffers
- Frans Wuijts

## Z
- Bep Zaal
- Rob Zijderveld